# フランス企業運動
フランス企業運動（Mouvement des entreprises de France, 略：MEDEF）は、フランスの最高経営責任者の組合。日本の経団連と比べられることがある。2013年からピエール・ガターズ（fr:Pierre Gattaz）が会長を務める。フランス企業の最大シンジケートで、なお国内政治の討論に加わっている。